# Вальжуз
Вальжу́з (фр. и окс. Valjouze) — коммуна во Франции, находится в регионе Овернь. Департамент — Канталь. Входит в состав кантона Массьяк. Округ коммуны — Сен-Флур.
Код INSEE коммуны — 15247.
Коммуна расположена приблизительно в 420 км к югу от Парижа, в 70 км южнее Клермон-Феррана, в 60 км к северо-востоку от Орийака.

## Население
Население коммуны на 2008 год составляло 27 человек.
| 1962 | 1968 | 1975 | 1982 | 1990 | 1999 | 2008 |
| ---- | ---- | ---- | ---- | ---- | ---- | ---- |
| 48   | 54   | 31   | 36   | 28   | 23   | 27   |

## Экономика

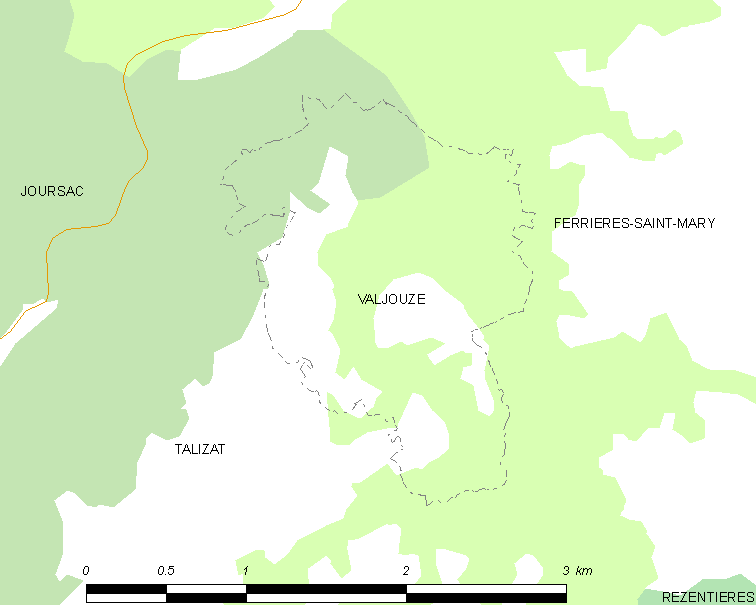
Карта коммуны

В 2007 году среди 20 человек в трудоспособном возрасте (15—64 лет) 13 были экономически активными, 7 — неактивными (показатель активности — 65,0 %, в 1999 году было 68,8 %). Из 13 активных работали 8 человек (2 мужчин и 6 женщин), безработных было 5 (4 мужчины и 1 женщина). Среди 7 неактивных 0 человек были учениками или студентами, 3 — пенсионерами, 4 были неактивными по другим причинам.

## Достопримечательности
- Церковь в романском стиле (XII век). Перед входом расположена каменная статуя Св. Антония